# 邹文海
邹文海（1908年2月10日—1970年1月5日），字景苏，出生于江苏省无锡县泰伯乡（今硕放街道），中華民國现当代法学家、政治学家、教育家。邹文海作品主要有《自由与权力》、《代议政治》、《各国政府与政治》、《比较宪法》等。

## 生平
- 1920年，邹文海毕业于无锡县东林小学，同年秋， 考入江阴南菁中学。
- 1926年，考入国立清华大学政治学系，1930年毕业。毕业后留校任助教。
- 1935年，留学英国，入读伦敦政治经济学院，师从哈罗德·约瑟夫·拉斯基和怀纳等专攻西洋政治思想与制度。
- 1937年夏，邹文海自英返国，途经法国、比利时、德国、波兰、苏联诸国，沿路考察各国政情民意。归国后，他抱着“教育救国”的理想，任上海私立沪清中学校长。
- 1939年底，转任国立湖南大学。
- 1940年秋，任江苏省立江苏学院政治学系主任兼教务主任。
- 1942年，任职于国立厦门大学。[1]
- 1945年，受聘于国立暨南大学，任教务长及法学院院长、经济学系主任等职。
- 1949年，邹文海去往台湾，任台湾省立行政专科学校教务主任，法商学院（今臺北大學）教授。
- 1955年，国立政治大学在台湾复校，邹文海被聘任教授，并先后兼任副教务长、教务长、政治学系主任、法学院院长及政治研究所主任等职。
- 1970年1月5日，邹文海因肺癌在台北市病逝，享年62岁。[2]

## 主要作品

### 著作
- 《自由与权力》，中华书局，1937年；
- 《比较宪法》，台北市三民书局，民国58年；
- 《各国政府及政治》，台北市正中书局，1961年；
- 《梁启超的政治思想》，嘉新水泥公司文化基金会, 1967年；
- 《西洋政治思想史稿》，邹文海先生奖学基金会，民国六十一年（1972年）；台北市三民书局，1989年；
- 《大工業與文化》，環宇出版社, 1973年；
- 《政治学》，台北市三民书局，1974年；
- 《代议政治》，中華文化出版事業委員會, 1955年；
- 《邹文海先生政治科学文集》，鄒文海先生六十華誕受業學生慶祝會, 1967年。

### 译作
- 《西洋外交史》(A Diplomacy History of Europe Since the congress of Vienna)，邹文海与董修民合译，正中书局，民国55年。

## 其他
- 邹文海与电机系博士顾毓琇、外文系钱锺书并称为清华大学“无锡三才子”。
- 前民進黨主席黃信介在就讀臺灣行政專科學校時期，最喜歡上的即是鄒文海的課。黃信介甚至會跑到鄒文海家中聽他窮理論析。[3]:50
- 曾任駐瑞士代表的王世榕先生，因受到其政大政研所指導教授鄒文海的影響，未加入國民黨。(詳見<王世榕先生訪談記錄>，收於王泰升、曾文亮訪問，《台灣法律人的故事》，頁199)